# Blonde (专辑)
《Blonde》（另有名称“Blond”）是美国创作型歌手弗兰克·奥申的第二张录音室专辑，于2016年8月20日独立发行，也是视觉专辑《Endless》发行后的第二天。专辑一段时间内在Apple Music独家发行。这张专辑包含了来自安德烈3000、碧昂丝和Kim Burrell等人的客串演唱。制作方面，除了奥申本人外，还有许多高知名度的制作人，包括与奥申合作过《橘色頻道》的馬萊和奥姆马斯·基思，以及詹姆斯·布莱克、乔恩·布利昂、巴迪·罗斯、法瑞尔·威廉姆斯和羅斯坦·巴曼里等人。
2013年，奥申确认他的下一张专辑将是另一张概念专辑。最初被称为 《Boys Don't Cry》，并预计于2015年7月发布，这张专辑经历了多次延期，成为了发布前备受媒体期待的焦点。专辑的录制从2013年开始，到2016年结束，最初在纽约的電子淑女工作室进行，期间经历了一段创作障碍之后在伦敦的阿比路录音室和洛杉矶的亨森录音室继续。专辑的实体发行随附一本名为《Boys Don't Cry》的杂志。
相较于奥申之前的作品，《Blonde》的音乐风格抽象而具有实验性，涵盖了多种风格，如 R&B、流行、灵魂、先锋、独立摇滚、电子、迷幻和嘻哈。值得注意的是，奥申在专辑中还大量使用了音高变换的人声。专辑中丰富的编曲和分层人声受到沙滩男孩领头人布赖恩·威尔逊的影响，而专辑中的吉他和键盘节拍被形容为“慵懒的”极简主义风格。专辑的主题围绕奥申自身的男性气质和情感，灵感来自性经历、心碎、失落、二元性和创伤。
《Blonde》 受到了广泛的赞誉，乐评人对奥申自省性质的歌词和专辑的非传统和先锋性的声音特点给出正面评价。乐评人还赞许了这一专辑挑战R&B和流行音乐的惯常。在其主打单曲 《Nikes》 的支持下，该专辑在包括美国在内的多个国家首次登顶排行榜，首周销量达到了275,000张，其中232,000为实际销售量，并获得了美国唱片工业协会（RIAA）的白金认证。专辑被多家杂志和媒体列入最佳列表。《时代》杂志将其评为2016年最佳专辑；Metacritic将其评为年度最受音乐媒介好评的专辑之一； 2020年，Pitchfork将其评为2010年代最佳专辑，《滚石》杂志在最新更新的500张有史以来最伟大专辑中将其排名第79位。

## 背景
专辑的录制最初在纽约的電子淑女工作室进行。在2013年2月的BBC电台采访中，奥申提到他为这一张概念专辑创作了差不多10-11首歌，合作者包括造物主泰勒，法瑞尔·威廉姆斯和Danger Mouse。奥申称想把上一张专辑《Golden Girl》这首歌以及沙滩场景延伸到下一张专辑，作为这张新专辑的主题。在《纽约时报》的访问中，奥申告诉乔恩·卡拉曼尼卡，在离开纽约录音室一段时间以后，他出现了长达一年的创作障碍。一位来自新奥尔良的童年好友的谈话帮助他克服了创作瓶颈，并说服他谈论自己成长的经历。奥申认为这张专辑与《Endless》比《橘色频道》更加具有自传性质。他说：“我们有时体验记忆的方式不是线性的。我们不是在给自己讲故事，我们知道故事是什么，我们只是在重叠的闪现片段中看到这些记忆”。
奥申在2013年离开洛杉矶，转而去伦敦生活，他将原因归咎于自己对于经纪团队的不满和街头的冲突。专辑其余的录制在伦敦的阿比路录音室和洛杉矶的亨森录音室完成。2014年，媒体报道奥申已经与旧的经纪团队Christian and Kelly Clancy和公关公司Life or Death PR解约，并与新的公关公司 Hollywood agency ID PR 签约，7月份开始与新的经纪公司Threee Six Zero签约。同年11月，一首名为《Memrise》的歌曲的预览片段被奥申提前发表在Tumblr上面。
在一封为《Boys Don't Cry》杂志作序的信件中，奥申表示，他受到了摄影二人组The Collaborationist拍摄的一张照片的启发，照片中一个年轻的金发女孩坐在汽车的后座上。这张照片将被用于专辑的宣传材料。

## 音乐和作曲
与奥申之前的作品相比，《Blonde》的音效更为朦胧、抽象、具有氛围感，并使用了多种非传统的音乐元素。除了披头士乐队和海滩男孩之外，这张专辑还带有史蒂维·旺德的影响。此外，海滩男孩的实际领导者布赖恩·威尔逊被认为对专辑中丰富的编曲和多层次的人声和声产生了强烈的影响。评论者指出，专辑中使用了吉他和键盘循环，节奏慵懒，带有极简主义风格。专辑的主题围绕着奥申自身男子气概和情感，灵感来自个人的心碎、失落和创伤。
这张专辑被归类为前卫灵魂乐。The Quietus写道，它的形式“不像一张典型的流行或节奏布鲁斯专辑——它更像是游走在他超现实的梦境中，穿插着突兀的对话片段、奇异的音效、飘忽的吉他以及比预期更长的无节奏旋律”。《每日电讯报》将它的音效描述为“由闪烁的旋律薄雾和朦胧氛围组成的悦耳作品，几乎没有类似于容易上口的副歌或夜店节拍的元素”。《观察家报》的Kate Mossman将这张专辑描述为“引人思考、感性细腻、打破界限的节奏布鲁斯”。《卫报》试探性地将《Blonde》比作一些随笔式作品，并将其“华丽而朦胧”的曲目与电台司令的《Kid A》（2000年）和Big Star的《Third》（1974年）等实验专辑进行了比较，写道“作品的基调是克制和内省的，充满了梦幻般的吉他，不仅缺乏强劲的节拍，而且完全没有任何形式的打击乐”。
在讨论其音乐的多样性时，《滚石》杂志认为这是一张非传统的“节奏布鲁斯专辑”，并指出“简约的摇滚吉他与简洁的电子琴构成了许多歌曲的主干，而跳动的节奏和奇异的人声效果则从边缘渗透进来。歌曲的形态在进行中微妙地变化，在结束时已经与开头有所不同”。安·鲍尔斯认为这张专辑囊括了“迷幻独立摇滚、后IDM电子音乐、后U2/酷玩乐队式的伊诺-流行、后德雷克嘻哈以及后麦克斯韦尔漂移灵魂乐/节奏布鲁斯”，并写道“实验性、迷幻的音效比比皆是”。《Consequence》的Nina Corcoran将《Blonde》描述为具有类似于布莱恩·伊诺作品的前卫极简主义风格，并指出奥申经常使用“原声和电吉他，而不是传统的合成器和低音为主的节奏布鲁斯”。《独立报》写道，“一首曲目慵懒地流淌到另一首曲目中，就好像我们在听一段漫长、迷幻的意识流”，并将专辑的音效描述为“一种失真、浓重的节奏布鲁斯”。
《每日电讯报》注意到奥申在他的人声中使用了变速和自动调音效果，而格雷格·科特表示，奥申利用这些音频处理设备来使用“两种截然不同的人声，就像戏剧中的人物一样，这是整张专辑中反复出现的主题”。Spin杂志的Dan Weiss将奥申的人声处理与Prince未发行的《Camille》专辑进行了比较。《每日电讯报》还暗示，奥申的人声和旋律掩盖了他作品的实验性。这张专辑有口语诗的元素。Seigfried这首曲目插值了艾略特·史密斯的口语诗部分，White Ferrari借鉴了披头士乐队歌曲Here, There and Everywhere的音乐元素，而Close to You则融入了史蒂维·旺德的采样。客串歌手安德烈3000在Solo (Reprise)中贡献了一段快速的饶舌段落，这被认为是专辑中唯一明显的客串部分。在2022年的一次采访中，安德烈透露这首歌是在专辑发行几年前在奥斯汀录制的，最初采用的是嘻哈乐器，后来被詹姆斯·布莱克的钢琴编曲所取代。Pretty Sweet具有福音合唱元素和不和谐的噪音。专辑以奥申和他弟弟Ryan的采访结束，这段采访是在Ryan 11岁时录制的。

## 发行和推广
2015年4月6日，奥申宣布他继《Channel Orange》之后的下一张专辑将于7月发行，同时还会发行一本出版物，但没有透露更多细节。这张专辑最终没有在7月发行，也没有给出任何延期解释。据传这本出版物名为《Boys Don't Cry》，并计划收录前面提到的“Memrise”，但这首曲目并没有出现在最终的曲目列表中。
2016年7月2日，奥申在其网站上发布了一张暗示可能发行第三张专辑的图片，图片指向7月的发行日期。图片显示了一张标有Boys Don't Cry的借书卡，上面盖着许多印章，暗示着各种截止日期。日期从2015年7月2日开始，到2016年7月和2016年11月13日结束。奥申的弟弟Ryan Breaux进一步暗示了这一发行日期，他在Instagram上发布了同一张借书卡照片的标题，上面写着“BOYS DON'T CRY #JULY2016”。2016年8月1日，Apple Music在boysdontcry.co网站上发布了一段直播影片，影片中显示的是一个空荡荡的大厅。该网站还采用了新的设计，这段影片是该网站自7月份发布“到期日期”帖子以来的首次更新。
2016年8月1日，出现了一段影片，影片中奥申正在做木工，并断断续续地循环播放器乐。同一天，许多新闻媒体报道称，2016年8月5日可能是Boys Don't Cry的发行日期。这段影片被揭露是为《Endless》做宣传，这是一张45分钟长的视觉专辑，于2016年8月19日在Apple Music上开始流媒体播放。在《Endless》发行后的第二天，奥申在他的网站上发布了一张新图片，宣传在洛杉矶、纽约市、芝加哥和伦敦的四家快闪店。这些商店里有数百本杂志，有三种不同的封面，每本封面都附带一张专辑CD，封面也出现在杂志中，第一张封面——是名为“I'm a Morning Person”的图片集的一部分——是由沃尔夫冈·提尔曼斯在德国柏林拍摄的，他的歌曲“Device Control”被采样在《Endless》的歌曲“Device Control”和“Higgs”中，而替代封面（没有出现在杂志中，但是，它是杂志的替代封面之一）似乎是由薇薇安·萨森在日本东京拍摄的，并且是作为其他照片集的一部分拍摄的，这些照片出现在“Foxface”图片集中。这些杂志是免费的，每人限领一本。当天晚些时候，这张专辑在iTunes Store和Apple Music上独家发行。然而，曲目列表与专辑的数字版本不同，其中包含一首由日本说唱歌手KOHH参与的“Nikes”的加长版。“Nikes”于2016年8月20日作为专辑的主打单曲正式发行。
奥申没有进行典型的宣传巡演，比如参加电台音乐节和电视节目，而是在《Blonde》发行后的一个月里，前往中国、日本和法国等国家旅行。他还选择不将《Blonde》提交给格莱美奖评选，他说“那个机构当然具有怀旧意义……它似乎并不能很好地代表我来自哪里的人，以及我所坚持的东西”。

## 专业评价
| 綜合得分                  | 綜合得分 |
| 來源                      | 評分     |
| ------------------------- | -------- |
|                           | 8.4/10   |
|                           | 87/100   |
| 評論得分                  |          |
| 來源                      | 評分     |
| AllMusic                  | [ 40 ]   |
| 《每日电讯报》            | [ 16 ]   |
| 《娱乐周刊》              | A        |
| 《卫报》                  | [ 17 ]   |
| 《观察家报》              | [ 12 ]   |
| 《Pitchfork》             | 9.0/10   |
| 《滚石》                  | [ 3 ]    |
| 《Spin》                  | 8/10     |
| 《泰晤士报》              | [ 43 ]   |
| 《Vice》 (Expert Witness) | B+       |

《Blonde》获得了广泛的好评。在Metacritic网站上，该专辑获得了87分的标准化评分（满分100分），基于38条评论，表明“普遍赞誉”。聚合网站AnyDecentMusic?根据他们对评论共识的评估，给出了8.4分（满分10分）。
Mojo杂志的评论员Andy Cowan称其为“一张迷人、曲折的专辑，让人沉浸其中”，而Tara Joshi在为The Quietus撰写的评论中认为《Blonde》是一张“精心策划和编排的个人表达”和“一张出色、让人印象深刻的专辑”。在《滚石》杂志中，Jonah Weiner将这张专辑描述为“时而隐晦，时而炙热直白，时而失落，时而有趣，时而冲突，时而优美动人：数字时代迷幻流行的奇迹”。卫报的Tim Jonze称赞《Blonde》是“有史以来最富有吸引力和对立的唱片之一”。他说，“最初看起来是《Blonde》的缺陷——它的模棱两可和不明确的地方——最终成为了它的优势”，并总结道，“逐渐浮现的是一张充满神秘美感、令人陶醉的深度和强烈情感的唱片”。根据Pitchfork记者Ryan Dombal的说法，虽然《Channel Orange》拥有更加多样化的风格，但《Blonde》展示了奥申在一个特别简洁的音乐背景下表达他的浪漫、哲学和忧郁的想法和情感，赋予了这张专辑一种“吸引听觉、激发头脑、令人震颤”的亲密感。在《Vice》杂志中，罗伯特·克里斯特高赞赏奥申对他“富有表现力、有掌控力但又自然的声音”，在“Good Guy”和“Facebook Story”中探索的坦率故事，以及更激烈的歌曲，如“Nights”的依赖。克里斯特高写道：“然而，就像在《橘色頻道》中一样，他的忧虑不安是闲暇中的奢侈品”，他发现奥申有关人与人之间的歌词中的细节偶尔会让人产生共鸣，但更多时候是“与他的社会地位绑定”。
尼尔·麦考密克对这一专辑没有那么喜欢。在《每日电讯报》中，他写道，《Blonde》是“摆脱传统流行乐”的世代转向的一部分，但也认为这张专辑“拖沓、自省而内向”，暗示这对一些听众来说将是一次费力的体验。AllMusic的Andy Kellman认为它“纯粹而进步”，但限定了他的赞美，他说“在一个小时的长度当中，无论一个人多么专注于每一行歌词，吸收那些简约朴素的省思都会有些费力”。安迪·吉尔在《独立报》中的评论更为负面，认为大部分音乐都缺乏活力、漫无目的，而且缺乏有力的旋律。HipHopDX的评论员William Ketchum III在一篇褒贬不一的评论中说，奥申“有时候在表达意思时点到为止，而其他的时候则显得漫无目的和不完整”。

### 排名
在2016年底，《Blonde》出现在了许多评论家评选的年度最佳专辑榜单上。根据Metacritic的数据，它是2016年排名第三的专辑。
| 出版物     | 榜单                             | 年份 | 排名 | Ref.   |
| ---------- | -------------------------------- | ---- | ---- | ------ |
| 影音俱乐部 | 2010年代50张最受欢迎的专辑       | 2019 | 20   | [ 48 ] |
| 告示牌     | 2010年代100张最伟大的专辑        | 2019 | 28   | [ 49 ] |
| Complex    | 2016年50张最佳专辑               | 2016 | 6    | [ 50 ] |
| 卫报       | 2016年40张最佳专辑               | 2016 | 2    | [ 51 ] |
| 卫报       | 21世纪100张最佳专辑（2000-2019） | 2019 | 10   | [ 52 ] |
| 独立报     | 2016年20张最佳专辑               | 2016 | 5    | [ 53 ] |
| 独立报     | 十年50张最佳专辑                 | 2019 | 15   | [ 54 ] |
| NME        | 2016年50张最佳专辑               | 2016 | 10   | [ 55 ] |
| Pitchfork  | 2016年50张最佳专辑               | 2016 | 2    | [ 56 ] |
| Pitchfork  | 2010年代200张最佳专辑            | 2019 | 1    | [ 57 ] |
| 滚石       | 2016年50张最佳专辑               | 2016 | 5    | [ 58 ] |
| 滚石       | 2010年代100张最佳专辑            | 2019 | 12   | [ 59 ] |
| 滚石       | 500张最伟大的专辑                | 2020 | 79   | [ 60 ] |
| Spin       | 2016年50张最佳专辑               | 2016 | 2    | [ 61 ] |
| The Wire   | 年度50佳发行                     | 2017 | 43   | [ 62 ] |

## 商业表现
在发行首周，《Blonde》在美国告示牌二百强专辑榜排行榜上排名第一，并获得了27.6万张专辑等价单位，其中包括23.2万张专辑销量。专辑中的歌曲总共被流媒体播放了超过6540万次，仅次于德雷克在那一周的《Views》的流媒体播放量。《福布斯》杂志估计，《Blonde》在发行一周后为奥申带来了近100万美元的利润，这归功于他以独立方式发行专辑，并在iTunes和Apple Music上作为限时独家发行。根据尼尔森音乐的数据，截至2017年2月9日，《Blonde》中的歌曲在美国的点播音频流媒体播放量已达到4.04亿次。这张专辑已获得62万张专辑等价单位，其中34.8万张为销量。
2018年7月9日，《Blonde》获得了美国唱片业协会（RIAA）的白金认证。

## 曲目列表
| 《Blonde》曲目列表 | 《Blonde》曲目列表 | 《Blonde》曲目列表                                                                                        | 《Blonde》曲目列表                                            | 《Blonde》曲目列表 |
| 曲序               | 曲目               | 词曲 | 制作人                                                        | 时长               |
| ------------------ | ------------------ | --- | ------------------------------------------------------------- | ------------------ |
| 1.                 | Nikes              | 克里斯托弗·布里奥斯                                                                                       | 弗兰克·奥申 馬萊·何 （ 英语 ： Malay (record producer)） 奥姆马斯·基思 （ 英语 ： Om'Mas Keith） | 5:14               |
| 2.                 | Ivy                | 布劳克斯 何                                                                                               | 奥申 基思 Rostam Batmanglij                                   | 4:09               |
| 3.                 | Pink + White       | 布劳克斯 法瑞尔·威廉姆斯                                                                                  | 奥申 威廉姆斯                                                 | 3:04               |
| 4.                 | Be Yourself        | 巴迪·罗斯                                                                                                 |                                                               | 1:26               |
| 5.                 | Solo               | 布里奥斯 何                                                                                               | 奥申 詹姆斯·布莱克 （ 英语 ： James Blake (musician)）                              | 4:17               |
| 6.                 | Skyline To         | 布里奥斯 泰勒·奥康马 Christophe Chassol                                                                   | 奥申 何 基思                                                  | 3:04               |
| 7.                 | Self Control       | 布里奥斯                                                                                                  | 奥申 何 乔恩·布里昂 （ 英语 ： Jon Brion）                             | 4:09               |
| 8.                 | Good Guy           | 布里奥斯                                                                                                  | 奥申                                                          | 1:06               |
| 9.                 | Nights             | 布里奥斯 乔·索纳利 （ 英语 ： Vegyn） 麥可·烏佐烏魯 （ 英语 ： Michael Uzowuru）                                              | 奥申 索纳利 烏佐烏魯 罗斯                                     | 5:07               |
| 10.                | Solo (Reprise)     | André Benjamin 布莱克 布里奥斯                                                                            | 奥申 布莱克 Brion                                             | 1:18               |
| 11.                | Pretty Sweet       | 布里奥斯                                                                                                  | 奥申 何 基思                                                  | 2:37               |
| 12.                | Facebook Story     | Sebastian Akchoté 罗斯                                                                                    | 奥申                                                          | 1:08               |
| 13.                | Close to You       | 布里奥斯 罗斯 伯特·巴卡拉克 哈罗德·大卫 （ 英语 ： Hal David）                                                     | 奥申 罗斯 弗朗西斯·斯塔林 （ 英语 ： Francis Farewell Starlite）                       | 1:25               |
| 14.                | White Ferrari      | 布里奥斯 坎耶·韦斯特 何 约翰·列侬 保罗·麦卡特尼                                                           | 奥申 布里昂 基思                                              | 4:08               |
| 15.                | Seigfried          | 布里奥斯 何 Batmanglij 艾略特·史密斯                                                                      | 奥申 何                                                       | 5:34               |
| 16.                | Godspeed           | 布里奥斯 何                                                                                               | 奥申 基思 何 布莱克                                           | 2:57               |
| 17.                | Futura Free        | 布里奥斯 Dave Allen （ 英语 ： Dave Allen (English musician)） 雨果·伯纳姆 （ 英语 ： Hugo Burnham） 安迪·吉爾 （ 英语 ： Andy Gill） 乔恩·金 （ 英语 ： Jon King） | 奥申 基思 何                                                  | 9:24               |
| 总时长：           | 总时长：           | 总时长：                                                                                                  | 总时长：                                                      | 60:08              |